# قائمة أئمة صلاة الجمعة في طهران

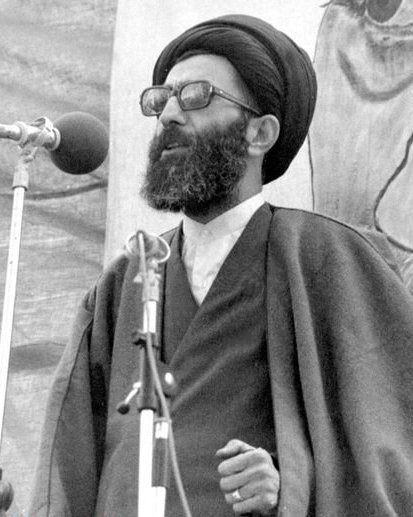
علي خامنئي، المرشد الأعلى الحالي لإيران، إمام صلاة الجمعة في طهران، عام 1980

تتضمن هذه المقالة قائمة بأئمة صلاة الجمعة في طهران الذين عُينوا بعد الثورة الإيرانية عام 1979. ويحتوي على أئمة صلاة الجمعة الدائمين والمؤقتين في طهران . الإمام الحالي هو المرشد الأعلى لإيران السيد علي خامنئي، الذي يُعين أيضًا أئمة مؤقتين، وهؤلاء الأئمة المؤقتين الحاليين هم: أحمد خاتمي، كاظم صديقي، علي موحدي الكرماني، محمد حسن أبو ترابي فرد، محمد جواد حاج علي أكبري.

## الأئمة
| رقم | الإمام                     | تاريخ            | عينه         | ملحوظات                         |
| --- | -------------------------- | ---------------- | ------------ | ------------------------------- |
| 1   | السيد أبو القاسم إمام جمعة | غير معروف – 1908 | مجهول        | تم فصله من منصبه من الدستوريين  |
| 2   | محمد إمام زاده             | 1908–1947        | مجهول        | توفي في منصبه                   |
| 3   | حسن الإمامي                | 1947–1979        | محمد رضا شاه | ترك منصبه بسبب الثورة الإيرانية |

### ما بعد عام 1979
| رقم | الإمام          | تاريخ                                | عينه             | ملحوظات              |
| --- | --------------- | ------------------------------------ | ---------------- | -------------------- |
| 1   | محمود طالقاني   | 27 تموز 1979 – 9 أيلول 1979          | روح الله الخميني | توفي في منصبه        |
| 2   | حسين علي منتظري | 12 أيلول 1979 – 14 كانون الثاني 1980 | روح الله الخميني | استقال               |
| 3   | علي خامنئي      | 14 كانون الثاني 1980 – حتى الآن      | روح الله الخميني | رشحه حسين علي منتظري |

#### الأئمة المؤقتون
| رقم | الإمام                       | التاريخ                            | عينه             | ملحوظات                     |
| --- | ---------------------------- | ---------------------------------- | ---------------- | --------------------------- |
| 1   | عبد الكريم الموسوي الأردبيلي | 13 شباط 1981 – 24 كانون الأول 1993 | روح الله الخميني | انتهت الإمامة بشكل غير رسمي |
| 2   | أكبر هاشمي رفسنجاني          | 3 تموز 1981 – 17 تموز 2009         | روح الله الخميني | انتهت الإمامة بشكل غير رسمي |
| 3   | محمد إمامي كاشاني            | 30 تشرين الأول 1981 – 2 آذار 2024  | روح الله الخميني | توفي في منصبه               |
| 4   | محمد مهدي رباني أملا         | 11 كانون الأول 1981 – ?            | روح الله الخميني | كان إمامًا ثلاث مرات         |
| 5   | محمد يزدي                    | 1982 – أواخر العقد 1990            | روح الله الخميني | استقال                      |
| 6   | محمد رضا مهدوي كني           | 11 آذار 1983 – 19 حزيران 2009      | روح الله الخميني | كان إمامًا 100 مرة           |
| 7   | أحمد جنتي                    | 3 نيسان 1992 – 11 آذار 2018        | علي خامنئي       | استقال                      |
| 8   | حسن طاهري خرم آبادي          | ?                                  | علي خامنئي       | كان إمامًا 8 مرات            |
| 9   | أحمد خاتمي                   | 18 كانون الأول 2005 – حتى الآن     | علي خامنئي       |                             |
| 10  | كاظم صديقي                   | 1 آب 2009 – حتى الآن               | علي خامنئي       |                             |
| 11  | محمد علي موحدي كرماني        | 2 كانون الأول 2012 – حتى الآن      | علي خامنئي       |                             |
| 12  | محمد حسن أبو ترابي فرد       | 14 شباط 2018 – حتى الآن            | علي خامنئي       |                             |
| 13  | محمد جواد حاج علي أكبري      | 31 كانون الأول 2018 – حتى الآن     | علي خامنئي       |                             |

## طالع أيضًا
- صلاة الجمعة في الإسلام الشيعي
- قائمة ممثلي المحافظات المعينين من قبل المرشد الأعلى لإيران[الإنجليزية]